# Памашсола-Вонжеполь
Памашсо́ла-Вонжепо́ль (рос. Памашсола Вонжеполь, марій. Памашсола Вончӱмбал) — присілок у складі Моркинського району Марій Ел, Росія. Входить до складу Октябрського сільського поселення.
Стара назва — Помашсола-Вонжеполь.

## Населення
Населення — 19 осіб (2010; 37 у 2002).
Національний склад (станом на 2002 рік):
- лучні марійці — 100 %